# 성간 이동

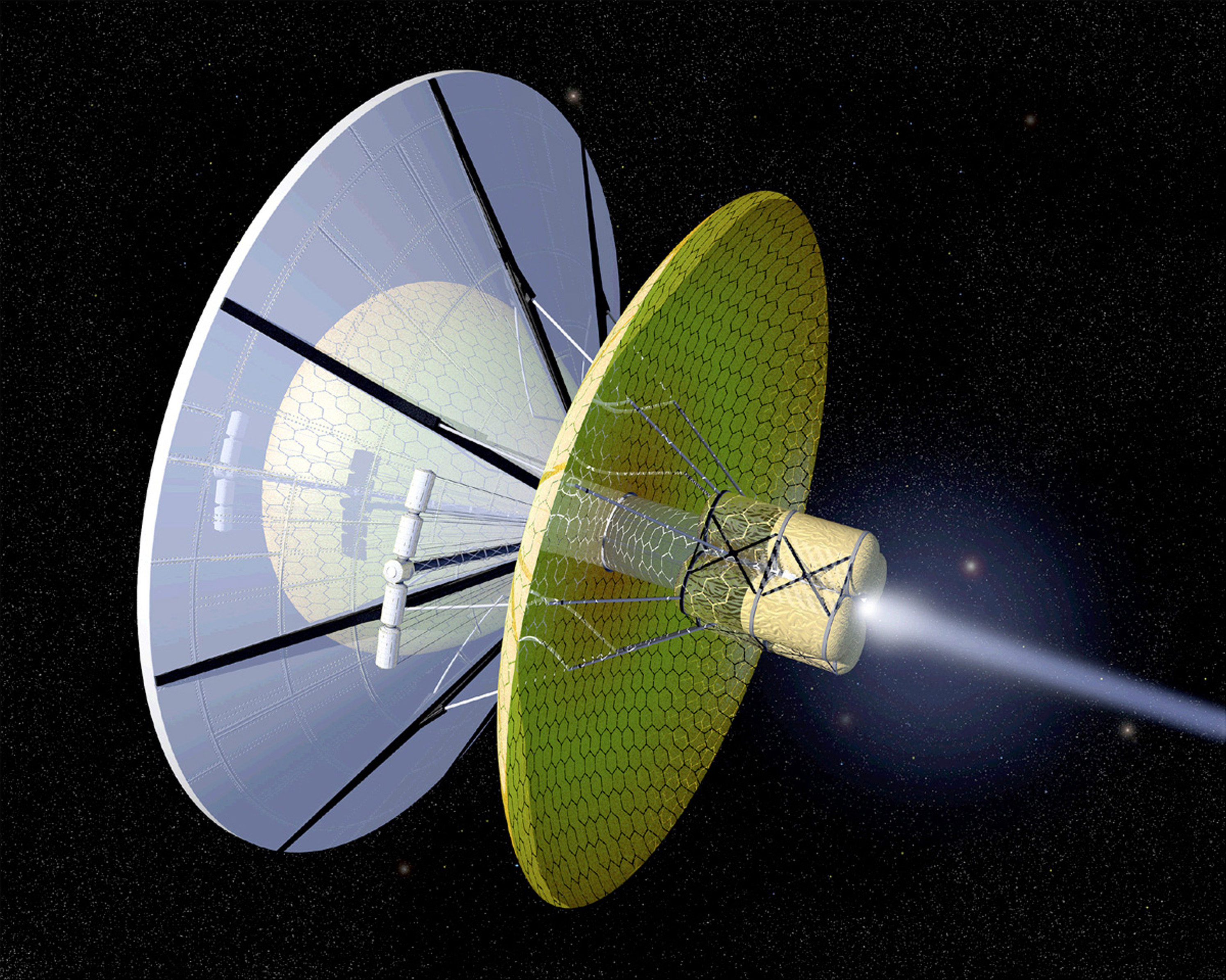
성간 우주선을 이론적으로 추진시킬 수 있는 설계중 하나인 버사드 램제트

성간 이동은 우주선이 항성계 사이를 이동하는 것을 지칭한다. 태양계와 근접한 별까지의 거리가 매우 멀기 때문에, 현재 인류의 추진 기술로는 실질적으로 성간 여행이 불가능하다.
현실적인 시간(수십 년 또는 수백 년) 범위 안에 별과 별 사이를 이동하려면 우주선은 빛의 속도의 상당 부분까지 도달해야 하며, 이를 위해서는 엄청난 에너지가 필요하다. 이러한 성간 우주선과의 통신은 빛의 속도 때문에 수년간 지연될 것이다. 또한 광속의 상당 부분에 달한 속도로 우주 먼지나 가스에 충돌하면 우주선에 치명적인 타격을 입힐수 있다. 세대 우주선을 만들면 유인 성간 여행은 더 느린 속도(한 세대 인간의 수명 규모를 훨씬 넘어서)로도 이루어질 수도 있다. 성간 우주선을 이론적으로 추진할 수 있는 기관에는 핵 펄스 추진, 핵분열 파편 로켓, 핵융합 로켓, 빔형 태양광 돛배, 반물질 로켓 등이 있다.
성간 이동의 이점으로는 생명이 거주 가능한 외계 행성과 먼 별에 대한 자세한 조사, 지구 밖 지적 생명체에 대한 포괄적 탐색, 우주 식민지 개척 등이 있다. 지금까지 5대의 무인 우주선이 태양계를 벗어났지만, 이들은 다른 항성계를 탐사할 의도로 설계된 것이 아니기 때문에 "성간 우주선"이 아니다. 따라서 2020년대 현재까지도 성간 이동은 미래 연구와 공상 과학에서 인기 있는 주제로 남아 있다. 성간 여행을 터득한 문명을 성간종이라고 한다.

## 문제

### 성간 거리
태양계 행성들 사이의 거리는 종종 태양과 지구 사이의 평균 거리로 정의되는 천문 단위(AU)로 측정되며 이는 약 1.5×108 킬로미터 (93×106 mi)이다    지구에서 가장 가까운 행성인 금성은 (가장 가까이 접근했을때) 지구로부터 0.28AU 떨어져 있다. 태양으로부터 가장 먼 행성인 해왕성은 태양으로부터 29.8AU 떨어져 있다. 2023년 1월 20일, 지구에서 가장 먼 곳에 위치한 인공위성인 보이저 1호는 163AU 떨어져 있으며, 17km/s(빛의 속도의 0.006%)의 속도로 태양계를 벗어나고 있다.
태양계에서 가장 가까운 별인 프록시마 센타우리는 약 4.243 광년 (268,332 AU) 떨어져 있다. 이는 해왕성보다 9,000배 이상 더 멀리 떨어져 있는 것이다.
| 물체                                          | 거리 (AU) | 빛 도달 시간 |
| --------------------------------------------- | --------- | ------------ |
| 달                                            | 0.0026    | 1.3초        |
| 태양                                          | 1         | 8분          |
| 금성 (가장 가까운 행성)                       | 0.28      | 2.4분        |
| 해왕성 (가장 먼 행성)                         | 29.8      | 4.1시간      |
| 보이저 2호                                    | 136.1     | 18.9시간     |
| 보이저 1호                                    | 163.0     | 22.6시간     |
| 프록시마 센타우리 (가장 가까운 별, 외계 행성) | 268,332   | 4.24년       |

엄청난 규모 인해 별들 사이의 거리는 일반적으로 광년(진공에서 빛이 1 율리우스년 동안 이동하는 거리)이나 파섹(1 파섹은 3.26 광년으로, 천체의 시차가 1초(″)가 되는 거리이므로 이런 명칭이 붙었다)으로 표현된다. 진공 속의 빛은 1초에 약 300,000 킬로미터 (186,000 mi)를 이동한다. 그러므로 1광년은 약 9.461×1012 킬로미터 (5.879×1012 mi) 또는 63,241 AU이다. 따라서 프록시마 센타우리는 지구로부터 약 4.243광년 떨어져 있는 것이다.
성간 거리의 광대함을 이해하는 또 다른 방법은 이해하기 쉽도록 우리가 인지할 수 있는 거리와 비교하는 것이다. 지구-태양 거리를 1 미터 (3.28 ft)로 줄여서 생각하면 태양에 가장 가까운 별 중 하나인 알파 센타우리 A(프록시마 센타우리의 두 동반성 중 하나인 태양과 유사한 별)까지의 거리는 276 킬로미터 (171 mi)가 된다.
지금까지 발사된 우주선 중 가장 빠른 속도를 자랑하는 보이저 1호는 46년 동안 1/390 광년을 이동했으며 현재는 빛의 속도의 1/17,600으로 움직이고 있다. 이 속도로라면 프록시마 센타우리까지 가는 데 75,000년이 걸릴 것이다.

### 요구 에너지
성간 이동의 어려움을 가중시키는 주요 요인 중 하나는 현실적인 시간내에 이동을 완료하기 위해 공급해야 하는 에너지량이다. 우주선이 요구하는 에너지량의 최저 하한선은 m이 최종 질량이라 할때 운동 에너지 {\displaystyle K={\tfrac {1}{2}}mv^{2}}이다. 목적지 도착시 감속이 필요하고 엔진 추진력 이외의 수단으로 그를 해낼 수 없다면 필요 에너지의 하한선은 {\displaystyle mv^{2}}, 즉 2배로 증가한다 .
수십년안에 가장 가까운 항성계까지 유인 우주선이 왕복으로 이동하려면 현재 우주선이 이동하는 속도보다 수천 배는 빨라야한다. 이는 운동에너지 공식의 {\displaystyle v^{2}}로 인해 요구 에너지량을 수백만배 증가시킨다. 1톤을 빛의 속도의 1/10으로 가속하려면 최소 450 페타줄 (4.5×1017 J; 120 TWh)의 에너지가 필요하다 (2008년 세계 에너지 소비량은 143,851 TWh이었다.  추진 기관의 효율성 문제를 무시하더라도 이 엄청난 양의 에너지는 우주선의 연료에서 얻거나, 이동중 성간 물질에서 수확하거나, 지구로부터 우주선까지 엄청난 거리에 걸쳐 투사해서 얻어야 한다.

### 성간물질
성간 이동 임무를 완수하기 위해서는 우주선이 지나갈 성간매질의 특성에 대한 이해가 선행되어야 한다. 우주선이 광속의 상당 부분이라는 속도로 이동하는 것의 주요 문제점은 엄청난 속도로 인해 우주 먼지와의 충돌조차도 우주선을 손상시킬 수 있다는 점이다. 이 문제를 해결하기 위해 다양한 우주선 방호법이 제시되었다. 크기가 큰 물질은 (먼지 알갱이 등) 상대적으로 드물지만, 우주선에 훨씬 더 큰 충격을 가할 수 있다. 이 문제를 해결할 방법은 많은 논문이나 연구에서 다루어졌지만 아직도 많은 문제점들이 해결되지 않았다. 추가적으로 성간매질의 비균등한 분포로 인해 우주선의 이동 궤적마다 위험도가 전부 다를 것이다. 밀도가 높은 성간 매질은 성간 이동에 많은 문제점을 야기할 수 있지만성간 램제트나 전문가들이 제안한 다양한 감속 방법들은 오히려 높은 밀도의 성간 물질이 있는 환경이 더욱 유리하다.

### 위험성
성간 우주선의 승무원은 장기간 고립으로 인한 심리적 문제, 극심한 가속으로 인한 생리적 문제, 이온화 방사선 노출로 인한 영향, 무중력 상태로 인한 근육, 관절, 뼈, 면역 체계, 눈에 발생하는 생리적 영향 등 여러 가지 심각한 위험에 처하게 될 것이다. 또한 유성진이나 다른 우주 쓰레기의 충돌 위험도 존재한다. 이러한 위험들은 아직 극복되지 않았으며 기술적 문제에 더해서 성간 이동을 가로막는 문제중 하나이다.
SF 작가이자 물리학자인 로버트 L. 포워드는 50년 안에 완료될 수 없는 성간 임무는 아예 시작되어서도 안 된다고 주장했다. 기술의 발전으로 추진 기관의 속도 곡선이 여전히 증가세에 있으며 아직 한계에 도달하지 않았다고 가정하면, 더 나은 추진 기관을 설계하는 데 자원을 투자하는 것이 더욱 효율적이다. 이는 초기 성간 이동 임무로 발사된 느린 우주선이 나중에 더 진보된 추진 기관을 갖춘 다른 우주선에 의해 추월될 가능성이 높기 때문이다(끊임없는 구식화의 가정). 2006년, 앤드류 케네디는 주어진 목적지와 추진 기관의 속도 성장률에 대해 이전에 발사된 우주선을 추월하고 이후 발사될 우주선에는 추월되지 않을 이상적인 출발 지점이 있다는 대기 계산의 보다 정확한 개념을 사용하여 바너드 별로의 성간 이동 임무를 위한 이상적인 출발 날짜를 계산했다. 그는 "연간 약 1.4%의 성장률이 지속된다면 약 635년 후, 즉 서기 2641년에 6광년의 성간 여행을 하는 것이 가장 좋다"는 결론을 내렸다. 그것은 은하계를 점유하고자 하는 경쟁 문명들에게 가장 중요한 계산일 수 있다.

## 성간 이동의 주요 목표
태양계로부터 40광년 거리 이내에 81개의 눈으로 볼 수 있는 항성들을 포함한 59개의 항성계가 존재한다. 다음 항목은 성간 이동 임무의 주요 목표가 될 수 있는 항성의 목록이다.
| 항성계          | 거리 (광년) | 특징 |
| --------------- | ----------- | --- |
| 알파 센타우리   | 4.3         | 가장 가까운 항성계. 삼중성계 (G2, K1, M5). 주성은 태양과 비슷하다 (분광형 G2V). 2016년 8월 24일, 프록시마 센타우리의 생명체 거주가능 영역을 공전하는 지구 크기의 외계행성(센타우루스자리 프록시마 b)의 발견이 발표되었다. |
| 바너드별        | 6           | 작고 저광도의 분광형 M5 적색왜성. 태양계에서 두번째로 가깝다. |
| 시리우스        | 8.6         | 백색왜성과 함께 공전하는 크고 매우 밝은 분광형 A1 별 |
| 엡실론 에리다니 | 10.5        | 태양보다 살짝 작고 차가운 분광형 K2의 별. 두 개의 소행성대를 가지고 있다. 해당 항성계는 가스 거성(AEgir)과 다른 작은 행성을 가지고 있을것으로 추측되며, 태양계와 비슷한 행성계를 보유하고 있을 가능성이 있다.             |
| 타우 세티       | 11.8        | 태양과 비슷한 분광형 G8의 별. 태양계와 비슷한 행성계를 보유하고 있을 가능성이 높다: 관측 자료에 따르면 4개의 행성을 보유하고 있으며 그중 둘은 생명체 거주가능 영역 내부에 위치해 있다.                                    |
| 루이텐의 별     | 12.36       | 분광형 M3의 적색왜성. 슈퍼지구 루이텐 b가 생명체 거주가능 지역을 공전하고 있다. |
| 볼프 1061       | 14.1        | 볼프 1061 c는 지구의 1.6배 크기다. 암석형 지형을 가지고 있을 가능성이 있으며 액체 물이 존재할 수 있는 골디락스존 내부에 위치한다.                                                                                         |
| 글리제 667C     | 23.7        | 최소 2개의 행성을 보유한 항성계. 골디락스존 안에 슈퍼 지구 행성이 존재해 생명체가 존재할 가능성이 있는 후보군중 하나이다.                                                                                                 |
| 베가            | 25          | 초기 행성 형성 과정에 있을 가능성이 높은 매우 어린 태양계. |
| TRAPPIST-1      | 40.7        | 7개의 지구와 비슷한 행성을 보유했으며 몇몇은 액체 물도 존재할 가능성이 높다. 이 행성계의 발견은 외계 생명 탐사에 있어 의미가 크다.                                                                                        |

현재의 관측 기술로도 항성을 공전하는 행성계를 찾아내는 것이 가능하며, 이를 통해 생명체 존재 가능성이 높은 항성계를 골라내어 탐사 후보지의 숫자를 줄일 수 있다.

## 제안된 성간 이동 방법

### 느린 무인 탐사선
현재와 근미래의 추진 기술을 기반으로 하는 "느린" 성간 임무(일반적인 기준으로 보면 여전히 빠른 속도)는 항행 시간이 수십 년에서 수천 년에 이르기까지 다양하다. 이러한 임무는 보이저 프로그램과 비슷하게 무인 탐사선을 보내되 태양계 내부가 아닌 근처의 항성계로 보내는 방식이다. 인간 승무원을 태우지 않기 때문에 임무의 비용과 복잡성이 크게 줄어들었고, 가속해야 할 질량도 줄어들었다. 하지만 탐사선의 물리적 수명은 여전히 적절한 속도로 가속할 방법을 포함해 문제가 된다. 해당 방식을 채택한 개념에는 다이달로스 계획, 이카로스 계획, 드래곤플라이 계획, 롱샷 계획 및 최근의 스타샷이 포함된다.

### 빠른 무인 탐사선

#### 나노 탐사선

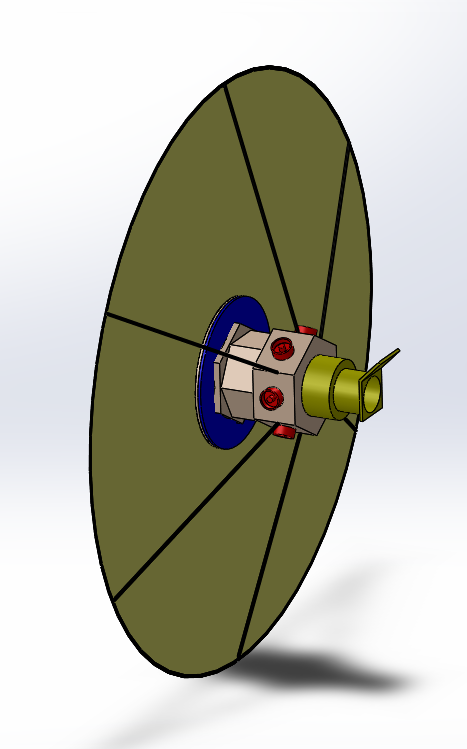
드래곤플라이 탐사선 개념도: 해당 설계는 드래곤플라이 프로젝트 설계 대회에서 우승했다. "돛"은 비율에 맞게 묘사되어 있지 않다. 실제로는 너비가 수 킬로미터에 달할 것다.

기존 마이크로칩 기술과 새로 개발된 나노스케일 추진기를 기반으로, 근미래에 광속에 가까운 속도로 이동하는 나노 우주선의 개발이 가능할 수도 있다. 미시간 대학의 연구원들은 나노입자를 추진제로 사용하는 추진기를 개발하고 있다. 이 기술은 "나노입자 전기장 추출형 추진기" 또는 nanoFET라고 불린다. 이 추진기는 전도성 나노입자를 우주로 분사하는 소형 입자 가속기처럼 작동한다.
이론 물리학자인 미치오 카쿠는 나노기술의 발전으로 가능해질지도 모르는 "스마트 더스트" 구름을 항성으로 보내는 방안을 제안했다. 카쿠는 또한 매우 작은 탐사선의 경우 자기장, 미세운석 및 기타 위험으로 인해 쉽게 궤도에서 튕겨나갈 수도 있으므로 적어도 하나의 나노 탐사선이라도 목적지에 도달할 가능성을 보장하기 위해 많은 수의 나노 탐사선을 한 번에 보내야 한다고 언급했다.
단기적인 해결책으로는 현재의 큐브위성 기술을 기반으로 하는 소형 레이저 추진 성간 탐사선의 개발이 드래곤플라이 프로젝트에서 제안되었다.

### 느린 유인 임무
유인 성간 임무의 주요 장애물은 승무원의 수명이 유한하다는 점에 의해 발생하는 시간 제약이다. 이에 대응하기 위해 많은 방법들이 제안되었으며 이들의 종류는 인간이 우주선에 탑승했을때의 "상태"에 따라 구별할 수 있다.

#### 세대 우주선
세대 우주선(또는 세계 우주선)은 목적지에 도착하는 승무원이 지구에서 이동을 시작한 사람들의 후손인 일종의 성간 방주이다. 현재 세대 선박은 세대에 걸쳐 생존하기 위해 필수적인 엄청난 규모의 선박을 건조하는 데 어려움이 있고 그러한 우주선에서의 생활이 야기하는 심각한 생물학적, 사회학적 문제 때문에 실현 불가능하다.

#### 인공적 가사 상태
과학자와 작가들은 인위적인 가사 상태에 대한 다양한 기술을 가정했다. 여기에는 인간의 동면과 인체냉동보존 기술이 포함된다. 현재 두 방법 모두 실용적이지는 않지만 승객이 항해 기간 동안 움직이지 않고 가사 상태에 머물러 있는 수면선 항해의 가능성을 제공한다.

#### 냉동 배아
발달 초기 단계의 냉동 인간 배아를 우주선에 실어 항해 자체는 로봇이 자율적으로 진행하는 성간 이동도 이론적으로 가능하다. 이 방법에는 인공 자궁 개발, 거주 가능한 지구형 행성의 사전 조사, 승무원을 대체할 완전 자율 로봇 및 인간 부모를 대체할 교육 로봇 분야의 발전 등이 필요하다.

#### 성간 공간에서 섬 건너뛰기
성간 공간은 완전히 비어 있지 않다. 그 안에는 작은 소행성(오르트 구름)부터 떠돌이 행성까지 수조 개의 얼음 천체가 존재한다. 성간 이동에 있어 이러한 자원을 활용할 수 있는 방법이 있을 수 있으며, 천천히 천체에서 천체로 건너 뛰는 방식으로 이동하거나 도중에 중간 기착지를 설치할 수 있다.

### 빠른 유인 임무
우주선의 평균 속도가 빛의 10 퍼센트를 넘어선다면 (그리고 유인 임무의 경우 목적지 근방에서 감속까지 하면) 40년 안에 태양계로부터 가장 가까운 항성계인 프록시마 센타우리에 도달하기에 충분할 것이다. 이를 달성하기 위해 우주선을 그 정도 속도까지 가속시킬 방법이 여럿 제안되었지만(아래 § 추진 참조) 그 중 어느 방법도 합리적인 비용으로 근미래(수십 년)에 개발하는 것이 불가능하다.

#### 시간 지연
물리학자들은 일반적으로 빛보다 빠른 여행은 불가능하다고 믿는다. 상대적 시간 팽창은 우주선이 빛의 속도에 가까워질수록 내부에서는 시간을 더 느리게 체감할 수 있게 해준다. 이러한 시간의 지연은 이동 물체가 빛의 속도의 80% 이상에 도달하면 눈에 띄게 나타난다. 성간 우주선 내부의 시간은 지구의 시간보다 느리게 흐르므로 선박의 추진 기관이 인간이 편안하게 느낄 수 있는 가속도인 약 1g의 가속을 지속적으로 유지할 수 있다면 (우주선 내부에서 체감하는 시간으로) 40년 안에 우리 은하계 어디든 도달하고 지구로 귀환할 수 있다(그림 참조). 귀환 시에는 우주선 내부에서 경과한 시간과 지구에서 경과한 시간 사이에 상당한 차이가 있을 것이다.
예를 들어, 우주선이 32광년 떨어진 항성까지 이동한다면, 처음에는 1.32년 (우주선 내부 시간) 동안 1.03g(즉, 10.1m/s 2)의 일정한 가속도를 유지해 항해한 후, 엔진을 끄고 다음 17.3년(우주선 내부 시간) 동안 정속으로 항해한 후, 다시 1.32년 (우주선 내부 시간) 동안 감속하여 목적지에 도착하여 정지한다. 짧은 체류 후, 우주선은 같은 방법으로 지구로 귀환할 수 있다. 왕복 여행을 마친 후, 우주선에 있는 시계는 40년이 흘렀을 것이지만 지구에 있는 사람들에게는 우주선이 발사 후 76년 만에 돌아온 것이 된다.
우주인의 관점에서 볼 때, 우주선 내부 시간은 정상적으로 흐르는 것처럼 보인다. 목적지인 별은 (선박 내부 시간) 1년에 0.87광년 정도 접근하는 것처럼 보인다. 우주선이 정지해 있을 때에 비교해 이동중에는 이동 방향의 우주의 크기가 절반으로 줄어들어 수축된 것처럼 보일 것이고, 목적지 별과 태양 사이의 거리는 우주인이 우주선 내부에서 측정한다면 16광년으로 보일 것이다.
속도가 더 빠르다면 우주선 내부의 시간은 더욱 느려지므로, 우주인은 우리 은하 중심(지구에서 3만 광년)까지 이동하고 우주선 내부 시간으로 왕복 40년 만에 돌아올 수도 있다. 하지만 지구의 시간은 정상적으로 흐르고 있을것이고 우주선의 실제 속도는 항상 빛보다 느릴 것이기에 우주인이 지구로 돌아왔을 때 지구에서는 6만 년 이상이 흘렀음을 알게 될 것이다.

#### 지속적인 가속

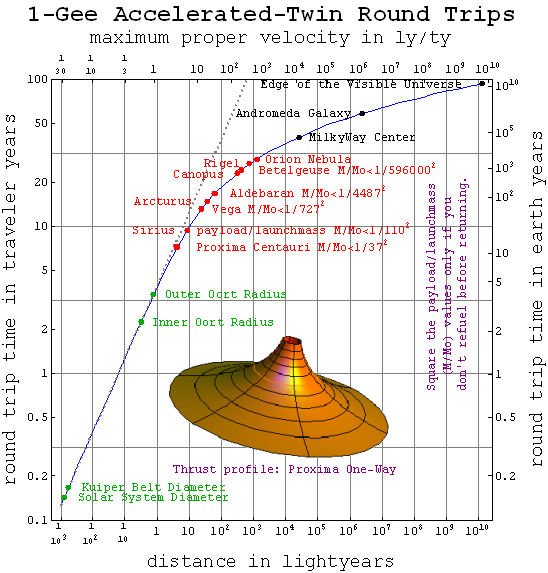
이 그래프는 1g(10m/s ^{2} 또는 약 1.0 광년/y ^{2})로 가속하는 우주선은 추진제 가속 문제를 제외하면 성간 이동이 가능하다는 것을 보여준다.

달성 수단과는 별개로 출발부터 도착까지 지속적으로 우주선의 가속을 유지할 수 있는 추진 기관이 가장 빠르게 성간 이동을 할 수 있는 방법이다. 등가속 이동이란 추진 기관이 항해 전반부 동안 일정하게 지속적으로 선박을 가속시키고, 후반부 동안은 감속하여 목적지에 정지 상태로 도착하는 이동 방법이다. 해당 항해법으로 우주선이 지구 표면에서 인간이 경험하는 것과 비슷한 가속도로 이동한다면 승무원에게 인공적인 "중력"을 제공할 수 있다는 추가적인 이점이 생긴다. 그러나 필요한 에너지를 공급하려면 현재 기술로는 천문학적인 비용이 발생해 실현이 불가능하다.
정지한 (우주선과 상대적으로) 관찰자의 관점에서 볼 때, 우주선은 처음에는 꾸준히 가속하는 것처럼 보이지만, 빛의 속도(초과할 수 없음)에 근접함에 따라 점점 더 느리게 가속하는 것처럼 보인다. 또한 우주선은 쌍곡선 운동을 하게 된다. 우주선은 약 1년 동안 가속을 한 후 빛의 속도에 가까워지고, 목표 지점에 근접해 감속을 시작할때까지 그 속도를 유지한다.
우주선에 탑승한 관찰자의 관점에서 볼 때, 승무원은 엔진의 추진력에 반대되는 방행으로 중력장을 느낄 것이고, 앞에 있는 우주는 그 중력장 안에서 쌍곡선 운동을 하는 것처럼 보일 것이다. 이러한 과정의 일환으로 선박의 운동 방향에 있는 물체 사이의 거리는 선박이 가속함에 따라 점차 줄어든다. 감속이 시작되면 선상 관찰자가 중력장을 느끼는 방향이 역전된다.
우주선가 목적지에 도착했을 때, 출발지와 통신을 교환한다면 시간 팽창과 길이 수축으로 인해 우주선 안에서 경과한 시간이 출발지에서 경과한 시간보다 짧다는 것을 알게 될 것이다.

## 추진 기관

### 로켓 추진
모든 로켓 추진 개념은 로켓 방정식이 부여하는 한계 내에서 작동한다. 이 방정식은 로켓이 낼 수 있는 총 속도 변화량(특성 속도, Δv)을 배기 속도와 **질량비(연료를 포함한 초기 질량 M₀ 대 최종 질량 M₁)의 함수에 따라 결정하며, 연료를 소모함에 따라 가속 효율이 지수적으로 감소하는 특징을 가진다.
한 세기 내에 성간 이동의 목표 지점에 도달하려면 매우 높은 비출력(단위 질량당 출력)이 필요하다. 이 과정에서 어느 정도의 열전달은 불가피하며, 이로 인해 극심한 열 부하가 발생한다.
따라서 모든 로켓 추진에 기반한 성간 이동 기술에 있어서 핵심적인 공학적 문제(명시적으로 논의되는 경우는 드물지만)는 추진제에서 역으로 우주선 선체에 전달되는 열을 제한하는 것이다.

#### 이온 엔진
전기적 추진 방식의 일종. 돈(Dawn)과 같은 우주선이 이온 엔진 추진 기관으로 사용한다. 이온 엔진은 전기 에너지를 이용하여 연료(보통 가스 제논)를 이온화하고, 생성된 이온을 전기장을 이용해 극도로 가속시켜 추력을 얻는 방식의 전기 추진 기관이다. 일반적인 로켓 추진기는 연료의 분자 결합에 저장된 화학 에너지에 의해 추력을 얻는데 5km/s로 제한된다. 이는 높은 추력(약 10 6 N)을 생성하지만 비추력이 낮아 최고 속도가 제한된다. 이와 대조적으로 이온 엔진은 출력이 약하지만, 이론적으로 우주선이 도달할 수 있는 최고 속도는 우주선에서 사용할 수 있는 전력량과 가속된 가스 이온에 의해서만 제한된다. 하전 입자의 배기 속도는 15km/s에서 35km/s이다.

#### 핵분열 동력원
핵전기 엔진, 혹은 플라즈마 엔진은 핵분열 원자로에서 동력을 얻어 낮은 추력으로 장시간 작동할 수 있어 화학 에너지 기반 로켓이나 핵열 로켓보다 훨씬 더 빠른 최고 속도에 도달할 수 있다. 핵전기 엔진을 사용한 우주선은 한 세기 안의 합리적인 시간 프레임 내에 타항성계에 도달할 수 있다. 저추력 추진 장치 때문에 행성의 중력권에서 벗어 심우주에서만 임무 수행이 가능하다. 핵분열 원자로와 같은 소형 동력원으로 구동되는 전기 기반 추진 기관은 작은 가속도만 생성하는 것이 가능하다. 예를 들어 빛의 속도의 15%에 도달하려면 수 세기가 걸리므로 인간의 단일 세대 수명내에 목표 지점에 도달하고자 하는 성간 이동 임무에는 적합하지 않다.

##### 핵분열-파편
핵분열 파편 로켓은 핵분열시 발생하는 최대 12,000 km/s (7,500 mi/s)의 속도로 분출되는 고속 핵분열 파편 제트를 추진제로 사용한다. 핵분열 시 에너지 출력은 원자로 연료 총 질량 에너지의 약 0.1%이므로 최대 배기 속도는 빛의 속도의 약 5%로 제한된다. 최대 속도를 구현하기 위해서는 질량 비율에 추가 반응 물질을 포함할 필요가 없도록 반응 질량이 핵분열 생성물, 즉 1차 에너지원의 "재"로 구성되는 것이 최적이다.

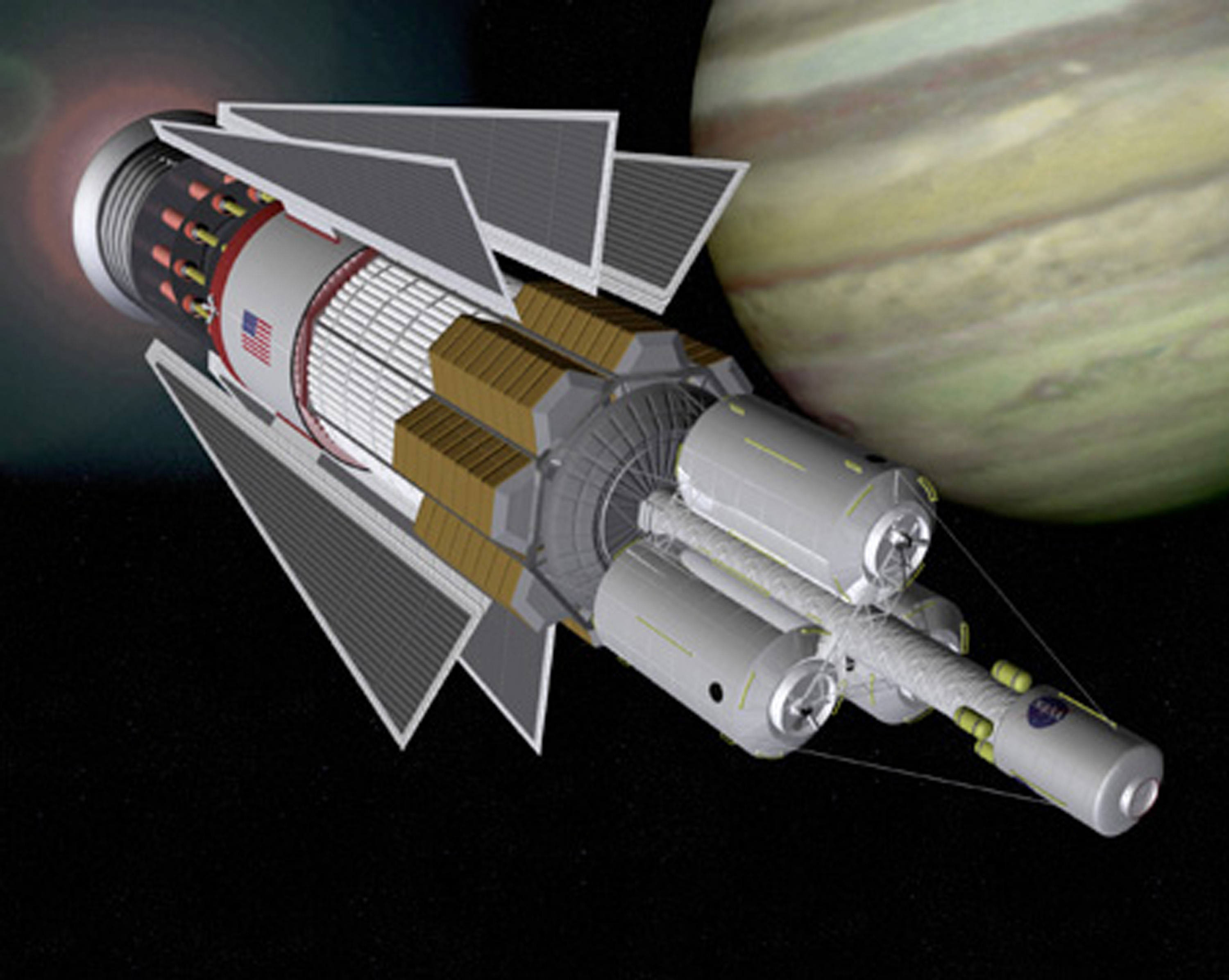
현대 핵 펄스 추진 기관 개념도

1950년대 후반부터 1960년대 초반까지의 연구를 바탕으로, 일련의 핵폭발로 구동되는 핵펄스 추진 엔진을 탑재한 우주선을 만드는 것이 기술적으로 가능해졌다. 핵펄스를 사용한 추진 기관은 매우 높은 비추력과 높은 비출력을 가지고 있다.
오리온 계획의 팀원인 프리먼 다이슨은 1968년에 연료 연소율이 매우 높은 순수 중수소 핵융합 폭발을 이용한 핵펄스 추진 방식의 성간 우주선을 제안했다. 그는 배기 속도를 15,000km/s로 계산했으며 그의 방식대로라면 100,000톤 우주선이 20,000km/s 델타-v를 달성하는 것이 가능해 130년 안에 알파 센타우리까지 이동하는 것이 가능해진다. 이후 연구들에서는 텔러-울람(Teller-Ulam) 구조의 열핵(thermonuclear) 펄스 장치를 사용하는 오리온 우주선의 경우, 감속하기 위한 연료량을 무시하면 이론적으로 최대 순항 속도가 빛의 속도의 약 8%~10%(0.08~0.1c)에 도달할 수 있다는 점이 밝혀졌다.  원자력 (핵분열) 오리온 우주선은 아마도 빛의 속도의 3~5%에 도달할 수 있을 것이다. 핵융합-반물질 촉매 핵펄스 추진 장치로 구동되는 핵펄스 구동 우주선도 마찬가지로 최고 순항 속도가 광속의 10% 범위에 속하고, 순수 물질-반물질 쌍소멸 로켓은 이론적으로 광속의 50%~80% 사이라는 최고 속도를 얻을 수 있다. 각각의 경우 감속을 위한 연료량을 감안하면 최대 속도가 절반으로 줄어든다. 목적지에 접근했을 때 감속하기 위해 자기 돛을 사용하는 방안은 우주선에 추가로 탑재해야 하는 추진제를 사용하는 방식의 대안으로 논의되었으며 이를 통해 우주선은 이론상 최대 속도에 가깝게 이동할 수 있다. 비슷한 원리를 활용한 설계로는 롱샷 계획, 다이달로스 계획, Mini-Mag 오리온 계획(오리온 계획의 소형화/자기 돛 추가) 등이 있다. 사용 가능한 전력을 극대화 할 수 있는 외부 핵펄스 추진 원리는 우주선이 외부 에너지 공급 없이 자력으로 항성 간 또는 항성계 내부에서의 고속 이동을 달성할 수 있게 하는 현실적인 구상들 중 하나이다.
1970년대에 핵펄스 추진 개념은 다이달로스 계획에서 외부에서 반응이 시작되는 관성밀폐 핵융합을 사용하는 설계를 구상하여 더욱 개선되었다. 다이달로스 계획의 설계에서 고출력 전자 빔으로 핵융합 연료 펠릿을 압축하여 핵융합 반응을 일으켰다. 그 이후로 레이저, 이온 빔, 중성 입자 빔 및 초고속 발사체를 추진 목적의 핵 펄스를 일으키는 수단으로 사용하는 설계들이 만들어졌다.
현재 핵폭발로 구동되는 우주선 개발을 방해하는 가장 큰 문제는 1963년의 부분적 핵실험 금지 조약으로, 우주 공간에서 모든 핵 장치(무기를 기반으로 하지 않는 것도 포함)의 폭발을 금지하는 내용이 포함되어 있다. 따라서 핵폭발을 기반으로 하는 우주 항행 기술의 발전을 위해서는 조약의 재협상이 필요할 것이다.  애초에 현존 기술을 사용해 성간 이동을 실현하려면 최소 국제 우주 정거장 규모의 국제 협력이 필요할 것인데 그것이 성사된다면 조약의 재협상은 문제가 되지 않을 것이다.
핵폭발 기반 추진에 있어 고려해야 할 또 다른 문제는 빠른 가속에 의해 우주선 선체, 화물, 그리고 내부의 승객에 가해질 g-force(관성 부정 참조)이다.

#### 핵융합 로켓
핵융합 반응으로 구동되는 핵융합 로켓 우주선은 에너지 측면만 고려하더라도 빛의 속도의 10% 수준에 도달할 수 있을 것으로 추측된다. 이론상으로는 많은 중간 단계를 거치면 우주선이 빛의 속도에도 거의 근접할 수 있다 핵융합 반응은 중수소, 삼중수소, 3He, 11B, 7Li 와 같은 가벼운 원소로 이루어진 연료를 "연소"시킨다. 핵융합은 핵연료 질량 에너지의 약 0.3~0.9%를 에너지로 방출하기 때문에, 연료 질량 에너지의 0.1% 미만을 방출하는 핵분열보다 에너지적으로 더 유리하다. 그렇기에 핵융합 기반 추진 기관의 최대 배기 속도는 핵분열 기반 추진 기관보다 높으며, 일반적으로 광속의 4~10%이다. 그러나 가장 쉽게 달성 가능한 핵융합 반응은 에너지의 상당 부분을 고에너지 중성자로 방출하여 상당한 에너지 손실을 발생시킨다. 따라서 핵융합 기반 추진 기관이 근미래에 사용할 수 있을 기술들중에서 인간 수명 내의 성간 이동을 가능할 수 있게 할 가장 현실적인 방안처럼 보이지만 여전히 엄청난 기술적 및 공학적 어려움을 가지고 있으며, 이는 수십 년 또는 수백 년 동안 해결이 어려울 수 있다.

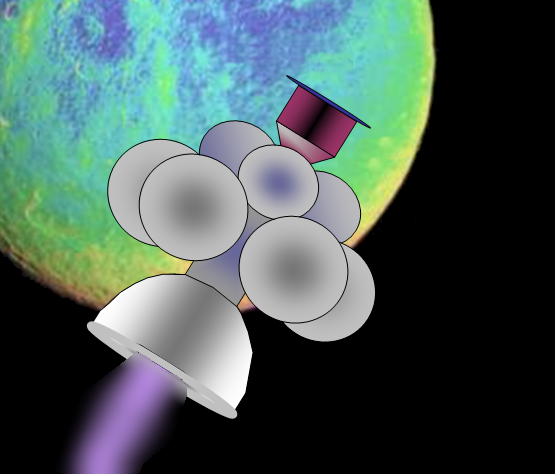
다이달로스 성간 탐사선

초기 연구로는 1973~1978년 영국행성간협회가 추진한 다이달로스 계획 와 NASA와 미국 해군사관학교가 후원한 학생 프로젝트로 1988년에 완료된 롱샷 계획가 있다. NASA 글렌 연구 센터의 한 팀은 D 3 He 반응을 기반으로 하지만 반응 질량으로 수소를 사용하는 유인 태양계 탐사에 최적화된 우주선 설계인 "Discovery II"를 작성했다. >300km/s의 속도에 도달할 수 있으며~1.7•10 −3 g 의 가속도를 유지할 수 있고, 선박의 초기 질량은 약 1700톤, 수송량 비율은 10% 이상이다. 이러한 설계는 한 세대 인간의 시간 척도로 볼 때 성간 여행에 필요한 요건에는 아직 크게 못 미치지만, 수십 년 안에 실현 가능할 것으로 보이는 현실적 방안이다. 해당 설계는 현재의 최첨단 기술 수준을 넘어서지 않는다. 2.2% 연소율을 기반으로 우주선의 순수 핵융합 생성물 배기 속도는 ~3,000km/s까지 도달할 수 있다

#### 반물질 로켓
반물질 로켓은 다른 종류의 로켓보다 훨씬 더 높은 에너지 밀도와 비추력을 가지고 있을 것이다. 필요한 양의 반물질을 만들기 위해 필수적인 에너지 자원과 효율적인 생산 방법이 개발되고, 반물질을 안전하게 저장할 수 있는 방법이 발견된다면, 이론적으로 빛의 수십 퍼센트 속도에도 도달하는 것이 가능할 것이다. 반물질 추진 기술의 개발로 우주선이 상대적 시간 팽창이 눈에 띄게 될 정도의 극도로 빠른 속도(빛의 90% 이상)로 이동하게 될지는 소모하는 반물질의 양이 비현실적으로 많아질 것이기 때문에 불분명하다.
반물질의 생산과 저장이 미래에 기술의 발전으로 가능해질 것이라고 가정해도, 추가적으로 고려해야 할 두 가지 문제가 더 있다. 첫째, 반물질 쌍소멸에서 많은 에너지가 고에너지 감마선(특히 중성미자로)으로 손실되어 반물질이 아무런 추가 조치도 없이 열적으로 방사선으로 소멸되도록 허용하면 실제로 사용 가능한 질량 에너지(mc2)의 약 40%만이 사용된다. 그렇더라도 추진에 사용할 수 있는 에너지는 추진 기관 동력원으로서 경쟁 후보인 핵융합 발전의 mc2 수율인 약 1%보다 상당히 높을 것이다.
둘째, 추진제에서 우주선으로 역전달 되는 엄청난 양의 낭비되는 에너지는 (예: 가속도 0.1g, 선체 질량 1톤당 0.3조 와트) 우주선 내부로 유입될 가능성이 높다. 쌍소멸에서 발생하는 에너지의 상당 부분이 높은 관통성을 지닌 감마선으로 빠져나간다는 점을 고려하면 수송 화물(혹은 승무원)을 보호하기 위한 감마선 차폐가 철저히 이루어졌다고 가정하더라도 일부 에너지는 불가피하게 우주선의 선체를 가열할 것이고, 이는 더욱 큰 가속을 달성하는데 있어 제한 요소가 될 수 있다.
최근에는 프리드바르트 빈터베르크(Friedwardt Winterberg)가 상대론적 양성자-반양성자 핀치 방전을 이용해 물질-반물질 GeV 감마선 레이저 광자 로켓을 구현할 수 있다고 제안했다. 이때 레이저 빔의 반작용은 뫼스바우어 효과(Mössbauer effect)를 통해 우주선에 전달된다.

#### 외부 에너지원을 사용하는 로켓
레이저와 같은 외부 에너지원에서 동력을 얻는 로켓은 내부 에너지 동원을 에너지 수집기로 대체하여 우주선의 질량을 크게 줄여 훨씬 더 빠른 이동 속도를 가능하게 할 수 있다. 제프리 A. 랜디스는 기지국에서 빔으로 전달되는 에너지로 구동되는 이온 기관으로 추진되는 성간 탐사선을 제안했다. 레나드와 앤드류스는 Mini-Mag Orion 우주선이 추진을 위해 점화하는 핵연료 펠렛을 기지국 레이저를 사용해 지구로부터 우주선으로 보내는 방식을 제안했다.

### 비로켓 추진
모든 기존 로켓 추진 방법의 문제점은 우주선이 연료를 함께 운반해야 한다는 점인데, 이는 로켓 방정식에 구속되는 우주선의 질량을 기하급수적으로 커지게 한다. 몇몇 개념도에서는 아예 로켓 구조에서 탈피해 이 문제에서 벗어나려고 시도했다.

#### 전자기 추진 엔진 (무선 주파수(RF) 공진 공동 추진기)
전자기 추진 엔진는 제작자가 우주선 추진기라고 주장하는 장치이다. 2016년 NASA의 고등 추진 물리 연구소(이글웍스)에서 일련의 실험중 하나에서 작은 추력이 관찰되었다고 보고했으며 그 이후로 이 결과는 재현되지 않았다. 대표적인 설계로는 EMDrive가 존재한다. 2002년 12월, 위성 추진 연구 주식회사는 850W 자전관으로 구동되는 약 0.02뉴턴의 총 추력을 가진 작동하는 프로토타입을 발표했다. 이 장치는 마그네트론이 과열로 인해 고장나기 전까지 수십 초 동안만 작동할 수 있었다. EMDrive에 대한 최신 테스트 결과 작동하지 않는다는 결론이 나왔다.
NASA 과학자 데이비드 번즈 박사가 2019년에 제안한 헬리컬 엔진은 입자 가속기를 사용하여 입자를 빛의 속도에 가깝게 가속시킨다. 이러한 속도로 이동하는 입자는 더 많은 질량을 얻으므로, 이 질량 변화가 가속을 생성할 수 있을 가능성이 있다. 번즈에 따르면 헬리컬 엔진을 탑재한 우주선은 이론적으로 빛의 속도의 99%에 도달할 수 있다고 한다.

#### 성간 램제트
1960년, 로버트 W. 버사드는 버사드 램제트의 개발을 제안했다. 이것은 우주선에 장착된 우주적인 규모의 거대한 깔대기로 성간 공간에 퍼져 있는 수소를 모아 양성자-양성자 연쇄 반응을 유도하여 즉석에서 "연소"시킨 후 잔존 물질을 뒤쪽으로 배출하는 일종의 핵융합 로켓이다. 이후 더 정확한 추산치를 사용한 계산에 따르면 생성된 추력은 모든 깔대기의 설계에서 발생하는 항력보다 적을 것으로 나타났다. 그러나 이 아이디어는 연료가 이동 중에 수집될 수 있기 때문에 (에너지 수확 개념에 부합) 이론적으로 우주선이 빛의 속도에 가깝게 가속될 수 있다는 점에서 매력적이다. 하지만 현실적인 제한도 존재하는데 이 제한은 수소 수집을 통한 핵융합 반응을 이용해 에너지를 생성해도 추진제를 0.12c까지만 가속시킬 수 있다는 사실에 기인한다. 우주선이 0.12c로 이동하고 있으면 성간 먼지를 잡을때 발생하는 저항과 핵융합 반응으로 발생하는 추력이 상쇄되어 더 이상 가속되지 않는다.

#### 빔 추진

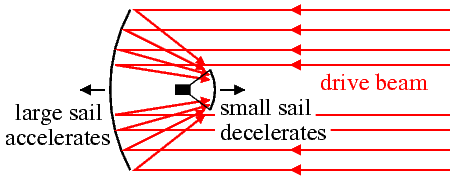
이 그림은 로버트 L. 포워드가 제안한 목표 항성계 근방에서 태양돛 성간 우주선을 감속시킬 방법을 보여준다

모항성계에 있는 거대한 레이저 시설이나 입자 가속기에서 방출되는 빔에 의해 추진되는 태양돛 혹은 자기 돛은 로켓이나 펄스 추진 방식보다 훨씬 더 빠르고 간단하게 목적지에 도착할 것이다. 자체적인 반응 질량(연료)을 운반할 필요가 없고 따라서 우주선 자체의 질량만 가속하면 되기 때문이다. 로버트 L. 포워드는 레이저 시설이 목표 항성계에 존재하지 않아도, 너비 100km의 가벼운 돛을 가진 성간 우주선을 목적지 항성계 부근에서 감속시킬 수 있는 설계를 고안했다. 해당 설계에서는 30km 길이의 보조 돛을 우주선 뒤쪽에 배치하고, 큰 주 돛은 우주선에서 분리되어 스스로 계속 전진한다. 레이저는 큰 주 돛에서 보조 돛으로 반사되며, 이는 우주선 이동 방향의 반대 방향으로 힘을 작용시켜 우주선을 감속시킨다. 2002년 NASA 글렌 연구 센터의 제퍼리 A. 랜디스도 태양 에너지로 구동되는 추진 기관과 외부 레이저로 추진력을 발생시키는 다이아몬드 형상의 (몇 나노미터 두께의) 돛 모두를 보유한 우주선의 설계를 제안했다 이 설계에 따르면, 이 우주선은 이론적으로 빛의 속도의 10%에 도달할 수 있다. 우주선을 가속할때는 빔 추진을 사용하고 감속하기 위해 전자기 추진을 사용하는 방식도 제안되었다. 이렇게 하면 가속 중에 발생하는 항력으로 인해 버사드 램제트가 겪는 문제를 제거할 수 있다.
자기돛은 목적지 별의 태양풍과 성간 물질에서 발견되는 플라스마와 상호 작용하여 목적 항성계에 위치한 레이저 시설이나 운반 연료에 의존하지 않고도 목적지에서 감속할 수 있다.
다음 표는 물리학자 로버트 L. 포워드가 제안한 빔 레이저 추진을 사용한 우주선의 성간 이동 임무 예시 목록이다.
| 목표 - 목적지             | 단계      | 레이저 출력   | 우주선 질량 | 가속도  | 돛 너비 | 최고 속도 (광속의 %) | 임무 기간                        |
| ------------------------- | --------- | ------------- | ----------- | ------- | ------- | -------------------- | -------------------------------- |
| 접근 통과 – 알파 센타우리 | 가속 단계 | 65 GW         | 1 t         | 0.036 g | 3.6 km  | 11% @ 0.17 광년      | 40년                             |
| 랑데부 – 알파 센타우리    | 가속 단계 | 7,200 GW      | 785 t       | 0.005 g | 100 km  | 21% @ 4.29 광년      | 41년                             |
| 랑데부 – 알파 센타우리    | 감속 단계 | 26,000 GW     | 71 t        | 0.2 g   | 30 km   | 21% @ 4.29 광년      | 41년                             |
| 유인 – 엡실론 에리다니    | 가속 단계 | 75,000,000 GW | 78,500 t    | 0.3 g   | 1000 km | 50% @ 0.4 광년       | 51년 (항성계 탐사 기간 5년 포함) |
| 유인 – 엡실론 에리다니    | 감속 단계 | 21,500,000 GW | 7,850 t     | 0.3 g   | 320 km  | 50% @ 10.4 광년      | 51년 (항성계 탐사 기간 5년 포함) |
| 유인 – 엡실론 에리다니    | 귀환 단계 | 710,000 GW    | 785 t       | 0.3 g   | 100 km  | 50% @ 10.4 광년      | 51년 (항성계 탐사 기간 5년 포함) |
| 유인 – 엡실론 에리다니    | 감속 단계 | 60,000 GW     | 785 t       | 0.3 g   | 100 km  | 50% @ 0.4 광년       | 51년 (항성계 탐사 기간 5년 포함) |

다음 표는 헬러, 힙케 및 케르벨라의 연구를 기반으로 한다.
| 명칭              | 이동 시간 (yr) | 거리 (광년) | 밝기 ( L ☉ ) |
| ----------------- | -------------- | ----------- | ------------ |
| 시리우스 A        | 68.90          | 8.58        | 24.20        |
| 알파 센타우리 A   | 101.25         | 4.36        | 1.52         |
| 알파 센타우리 B   | 147.58         | 4.36        | 0.50         |
| 프로키온 A        | 154.06         | 11시 44분   | 6.94         |
| 베가              | 167.39         | 25.02       | 50.05        |
| 알타이르          | 176.67         | 16.69       | 10.70        |
| 포말하우트 A      | 221.33         | 25.13       | 16.67        |
| 데네볼라          | 325.56         | 35.78       | 14.66        |
| 캐스터 A          | 341.35         | 50.98       | 49.85        |
| 엡실론 에리다누스 | 363.35         | 10.50       | 0.50         |

- α Cen A와 B에서 연속적으로 추진력을 받아 방향을 조정하면 두 별 모두를 방문하는데 75년이면 충분하다.
- 라이트세일은 질량 대 표면 면적 비율(σ nom )이 8.6×10 −4 gram m −2인 그래핀급 돛을 가지고 있다.
- 라이트세일의 면적은 약 10 5 m 2 = (316 m) 2
- 최대 속도 37,300 km s −1 (12.5% c)

#### 다단계 추진
한 세대 간의 수명보다 짧은 시간 내에 성간 이동을 해내려면 가까운 별일지라도 1:1,000에서 1,000,000 사이의 연료 질량:질량비가 필요하다. 이것은 엄청난 규모의 다단계 추진 기관으로 이룰 수 있다. 또는 대형 가속기를 사용해 핵연료를 가속시켜 외부(모성으로부터)에서 연료를 핵분열 추진 우주선에 공급하면 로켓 방정식의 한계를 뛰어넘을 수 있다.

#### 동적 활공
성간 공간을 항해하는 방법중 하나로 동적 활공이 제안되었다.

#### 빛을 이용한 인간 의식의 전송
마인드 업로딩이 완료된 인간의 의식이나 AI는 빛의 속도로 레이저나 무선 신호의 형태로 전송될 수 있다. 이를 위해서는 목적지에 수신기가 필요하며, 이 수신기는 인간, 탐사선, 자가 복제 기계 (잠재적으로 AI나 업로드된 인간의 의식과 함께), 또는 외계 문명 (다른 은하계에 있을 수 있으며, 아마도 카르다쇼프 3형 문명) 등을 통해 먼저 설치되어야 한다.

#### 인공 블랙홀
이론적으로 인공 블랙홀을 만들고 포물선 반사경을 사용하여 호킹 복사를 반사시켜 우주선을 추진하는 것이 가능하다. 현재의 기술적 능력을 아득히 뛰어넘는 수준이기는 하지만, 블랙홀 추진 기관은 다른 우주선 추진 방법들에 비해 몇 가지 장점이 존재한다. 블랙홀을 동력원이자 엔진으로 활용하려면 호킹 복사를 에너지와 추력으로 변환하는 방법도 필요하다. 우주선에 부착된 포물선 반사경의 초점에 구멍을 뚫어 추력을 발생시키거나, 조금 더 쉽지만 효율성이 떨어지는 방법으로는 우주선의 앞쪽으로 향하는 모든 감마선을 흡수하여 우주선을 앞으로 밀어내고 나머지는 뒤쪽으로 뿜어내는 것이다.

#### 초광속 항행

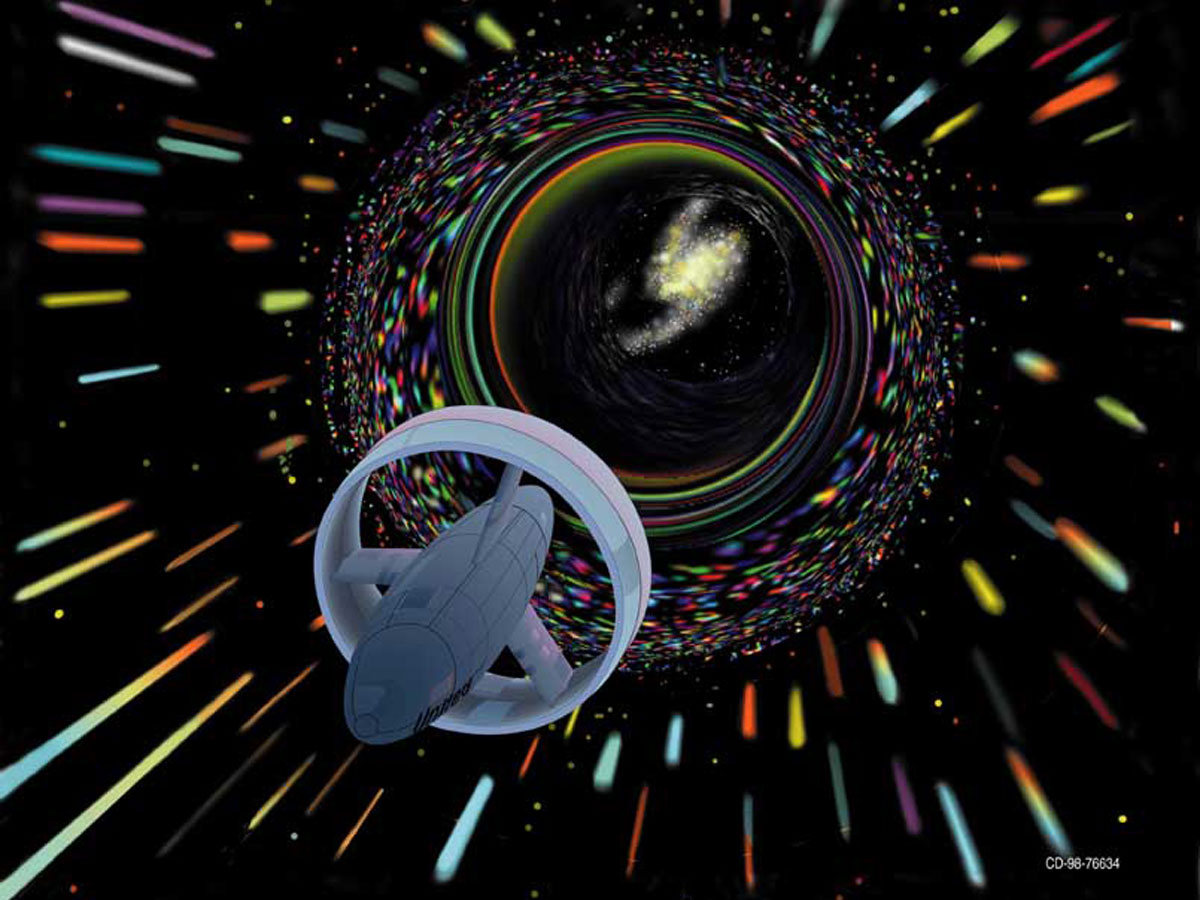
미겔 알쿠비에르레의 1994년 "워프 드라이브" 논문을 기반으로 한 가상의 웜홀 유도 추진 우주선에 대한 상상도

과학자와 작가들은 초광속 항행이 가능할 수 있는 여러 가지 방법을 가정해 보았지만 가장 진지한 연구들조차도 매우 이론적인 수준에 머물러 있다.
빛보다 빠른 여행이 물리적으로 가능한지에 대해서도 인과관계 문제 때문에 논란이 있다. 빛보다 빠른 여행은 특정 조건 하에서 특수 상대성 이론을 위배하지 않으면서도 시간을 거슬러 가는 것을 허용할 수 있다. 일반 상대성 이론 내에서 빛보다 빠른 이동을 위한 제안된 방식에는 별난 물질의 존재를 요구하며, 이것이 대량 생산될 수 있는지, 아니면 전혀 생산될 수 없는지는 알려져 있지 않다.

##### 알쿠비에레 드라이브
물리학에서 알쿠비에레 드라이브는 일반 상대성 이론의 틀 안에서 웜홀이라는 개념을 도입하지 않고도 우주선 뒤쪽의 시공간 확장과 우주선 앞쪽의 시공간 수축을 통해 우주선을 더욱 빠르게 이동하게 만들 수 있다는 주장을 기반으로 한다. 하지만 이 개념을 현실에 구현하려면 우주선에 별난 물질 영역이나 음의 질량 이라는 가상의 개념이 필요하다.

##### 웜홀
웜홀은 이론적으로 존재하는 시공간의 왜곡 구조로, 아인슈타인-로젠 브리지를 통해 우주의 두 임의의 지점을 연결할 수 있다고 가정하는 개념이다. 웜홀이 실제로 존재하거나 구현 가능한지는 아직 알려지지 않았다. 일반 상대성이론의 방정식에는 웜홀의 존재를 허용하는 해가 존재하지만, 현재까지 알려진 모든 해는 음의 질량 등과 같은 비물리적인 물질의 존재를 필요로 한다. 그러나 크레이머(Cramer)는 이러한 웜홀이 우주의 초기 상태에 생성되었고, 우주 끈(cosmic strings)에 의해 안정화되었을 가능성을 제시했다. 웜홀 이론에 대한 포괄적인 논의는 매트 비서(Matt Visser)의 저서 『Lorentzian Wormholes에서 다루어진다.

## 기타 설계 및 연구

### 하이페리온 계획
하이페리온 계획에서는 유인 성간 여행의 다양한 현실적 문제에 대해 연구했다. 해당 연구의 가장 큰 성과는 세계선의 설계와 적정 탑승 인구 규모에 대한 계산 결과를 도출해낸 것이다. 소속 연구원들은 비영리 단체인 성간 연구 이니셔티브와 협력하여 유인 성간 여행에 관한 논문을 계속 발표하고 있다.

### 엔즈만 우주선
G. 해리 스틴이 1973년 10월호 아날로그 과학 잡지에 자세히 기술한 엔즈만 우주선은 로버트 던컨-엔즈만의 아이디어를 바탕으로 한 미래의 우주선 설계였다. 제안된 우주선의 설계는 12,000,000톤의 냉동 중수소 덩어리를 연료로 사용해 12~24개의 열핵 펄스 추진 장치에 동력을 공급하는 원리로 선체를 추진시킨다. 엠파이어 스테이트 빌딩보다 두 배나 길고 궤도에서 조립되어야 하는 이 우주선은 무인 성간 탐사선의 발사와 목표 항성계의 망원경 관측이 선행되어야 하는 큰 계획의 일환으로 제시되었다.

### NASA 연구
NASA는 창설 이래 성간 이동에 대한 연구를 계속 해왔으며, 주요 외국어 논문을 번역하고, 1960년대에는 핵융합 추진을, 1970년대에는 레이저 추진을 성간 이동에 적용하는 초기 연구를 수행했다.
1994년 NASA와 JPL은 "초광속 항행(FTL) 문제에 대한 사고를 위한 새로운 기준을 확립하고 활용하기 위한 고급 양자역학/상대성 이론 추진 워크숍"을 공동 후원했다.
NASA의 브레이크스루 추진 역학 프로그램 (6년간 120만 달러의 비용이 소모된 연구 끝에 "획기적인 발견이 이루어질 가능성이 보이지 않는다"는 이유로 2003년에 종료됨)는 성간 이동이 가능해지기 위해 필요했던 몇 가지 획기적인 연구 결과를 도출해냈다.
NASA 글렌 연구 센터의 제프리 A. 랜디스는 신기술을 사용하여 레이저로 구동되는 성간 우주선을 50년 이내에 발사할 수 있을 것이라고 밝혔다. 랜디스는 인터뷰에서 "우리가 그것을 해낼 것이라는 점에 대해서는 의심의 여지가 없다. 단지 언제, 그리고 누가 해낼 것인가의 문제다."라고 말했다. 로켓을 유인 성간 임무에 사용하기에는 너무 느리다. 그 대신 그는 외부 레이저로 빛의 속도의 약 1/10까지 가속되는, 넓은 돛을 가진 성간 우주선의 설계를 제안했다. 이 우주선으로 알파 센타우리를 목표로 감속이 없는 접근 통과 임무를 수행한다면 도달하는 데 약 43년이면 충분하다. 알파 센타우리에서 정지하기 위한 감속이 필요해지면 이동 기간이 100년으로 늘어나겠지만 속도를 줄이지 않고 접근 통과를 하면 정확하고 과학적으로 의미 있는 범주 내의 정확도를 가진 관찰과 측정값 도출이 힘들어진다는 문제가 있다

### 100년 스타쉽 연구
100년 스타쉽 (100YSS) 연구는 100년 스타십 계획을 추진할 수 있는 조직 설립의 기반을 마련하고 평가하기 위한 1년 프로젝트의 이름이다. 2011년부터 2015년까지 100YSS 관련 심포지엄이 개최되었다.
NASA의 존슨 우주 센터의 해롤드 "소니" 화이트는 2100년 이전에 성간 이동을 실현하는 것을 목표로 하는 비영리 재단인 이카로스 인터스텔라의 회원이다. 2012년 100YSS 회의에서 그는 레이저를 사용하여 시공간을 천만분의 1 비율로 휘게 만들어 성간 이동을 더욱 빠르게 가능하게 하는 것을 목표로 한다고 보고했다.
- 오리온 계획, 유인 항성간 우주선(1958~1968).
- 다이달로스 계획, 무인 성간 탐사선(1973~1978).
- 스타위스프, 무인 성간 탐사선(1985).[90]
- 롱샷 계획, 무인 성간 탐사선(1987~1988).
- 스타시드/발사체, 무인 성간 탐사선 함대(1996년).
- 발키리 계획, 유인 성간 우주선(2009년).
- 이카루스 계획, 무인 성간 탐사선(2009~2014).
- 선 다이버, 무인 성간 탐사선.[91]
- 드래곤플라이 계획, 소형 레이저 추진 성간 탐사선(2013~2015).
- 2016년 4월 12일에 발표된 무인 성간 탐사선 함대인 스타샷.[92][93][94]
- 빔 추진, 전자기 추진, 핵 추진을 결합한 유인 우주선인 솔라 원 (2020).[95]

## 비영리 단체
- 성간 연구 이니셔티브 (영국)[96]
- 타우 제로 재단 (미국)[97]
- 리미트리스 우주 연구소(미국)[98]
- 테네시 밸리 인터스텔라 워크숍(TVIW), 상호명 인터스텔라 리서치 그룹(IRG)(미국)[99]

## 현실성
에너지 요구량 때문에 성간 이동은 매우 어렵다. 2008년 공동추진회의에서 여러 전문가들이 인간이 태양계 너머를 탐험할 가능성은 낮다고 의견을 밝혔다고 보도되었다. 렌슬러 폴리테크닉 연구소(Rensselaer Polytechnic Institute)의 공학 및 과학과 부교수인 브라이스 N. 카센티(Brice N. Cassenti)는 가장 가까운 별에 탐사선을 보내려면 전 세계가 1년에 생산하는 총 에너지의 최소 100배가 필요하다고 말했다.
천체물리학자 스텐 오덴왈드는 지구로부터 50광년 이내에 지구와 비슷한 조건을 지닌 (즉, 생명체 존재 가능성이 존재하는) 행성이 발견되지 않았다는 점이 근본적인 문제라고 지적했다. 현재 제안된 계획들에 따르면 성간 임무에 수조 달러 이상의 비용이 들 가능성이 높은데, 그것을 고려하면 가장 생명의 존재 가능성이 높은 후보지까지 가기 위해 우주선의 승무원들은 광속의 20%로 최대 200년이라는 시간을 보내야한다. 게다가 설령 우주선이 도착했더라도 행성의 대기가 인간에게 적합하지 않다면 지표로 내려가 식민지를 설립하는 것이 불가능하다. 수백년이 걸려 목적지에 도달하고도 밀폐 거주지에서 생활하고 바깥을 나가기 위해서는 우주복을 착용해야 할 수도 있다는 가능성은 많은 목표 후보지를 목록에서 제거한다.
빛의 속도에 가까운 속도로 움직이다가 모래알 같은 아주 작은 물체와 부딪히기라도 하면 치명적인 결과를 초래할 수 있다. 예를 들어, 빛의 속도의 90%로 움직이는 1g의 물질은 소형 핵폭탄(약 30kt TNT)에 버금가는 운동 에너지를 보유하고 있다.
다른 모든 문제들이 해결되었다고 가정하더라도 지구의 자원 없이 성간 이동이라는 초장거리 항행을 위한 충분한 우주선 예비 부품 및 수리 시설을 갖추는 것이 힘들다는 점 또한 큰 걸림돌 중 하나이다.

### 인간의 이익이 목적이 아닌 성간 임무
스타샷에서 계획한 대로라면 알파 센타우리에 대한 탐사 임무는 21세기 내에 실현 가능할 것으로 예상된다. 혹은 저속으로 이동하며 수천 년이 걸려 목적지에 도착하는 무인 임무를 계획할 수도 있다. 이러한 임무는 임무 개시 수천년후 전송된 데이터에 관심을 가질 사람이 지구에 남아 있을지 예측할 수 없기 때문에 인간에게 이익이 되지 않는다. 한 예로는 생명의 씨앗을 우주에 퍼트리기 위해 생명 거주가 가능하지만 황폐한 행성에 단세포 생명체를 보내는 것을 목표로 하는 제네시스 임무가 있다. 비교적 느린 제네시스 탐사선은 평균 {\displaystyle c/300}, 약 {\displaystyle 1000\,{\mbox{km/s}}}의 속도로 항행하며, 자기돛을 사용하여 감속할수 있다. 따라서 인간의 이익을 위하지 않는 무인 임무는 현실성(비용 문제를 제외하면)이 높다.

## 지구와 유사한 행성의 발견
2016년 8월 24일, 지구에서 4.2광년 떨어진 프록시마 센타우리의 생명 거주 가능 영역을 공전하는 지구 크기의 외계 행성 프록시마 센타우리 b의 발견이 발표되었다. 이는 태양계 밖에서 지구와 비슷한 조건을 지닌 (즉, 생명체 존재 가능성이 존재하는) 행성중 가장 가까운 행성이다.
2017년 2월, NASA는 스피처 우주 망원경이 태양계로부터 40광년 떨어진 TRAPPIST-1 항성계에서 초저온 왜성을 공전하는 지구 크기의 행성 7개를 발견했다고 발표했다. 이 행성 중 3개는 생명 거주 가능 영역 내부에 확실히 위치해 있다. 생명 거주 가능 영역은 모항성 주변, 암석 행성이 액체 물을 가질 가능성이 가장 높은 곳이다. 이번 발견은 태양계을 제외하고 한 단성계 주위에서 발견된 가장 많은 거주 가능 영역 행성이라는 신기록을 세웠다. 적절한 대기 조건 하에 이 7개 행성은 모두 생명의 열쇠인 액체 상태의 물을 가질 수 있지만, 그 중에서도 거주 가능 영역 내부에 있는 3개 행성에 생명이 존재할 가능성이 가장 높다.